# British Rail Class 321
British Rail Class 321 – typ elektrycznych zespołów trakcyjnych, budowanych w latach 1988-1991 przez zakłady BREL w Yorku. Łącznie zbudowano 132 zestawy tego typu (dzieląc je na trzy podklasy). Obecnie pociągów tych używają trzej przewoźnicy. Northern Rail eksploatuje przy ich pomocy głównie trasę z Leeds do Doncaster. W barwach National Express East Anglia można je spotkać na trasach z Londynu do miast wschodniej Anglii. Z kolei London Midland wysyła je na trasy z Birmingham do Northampton i Walsall oraz z Londynu do Milton Keynes i Northampton.

## Linki zewnętrzne

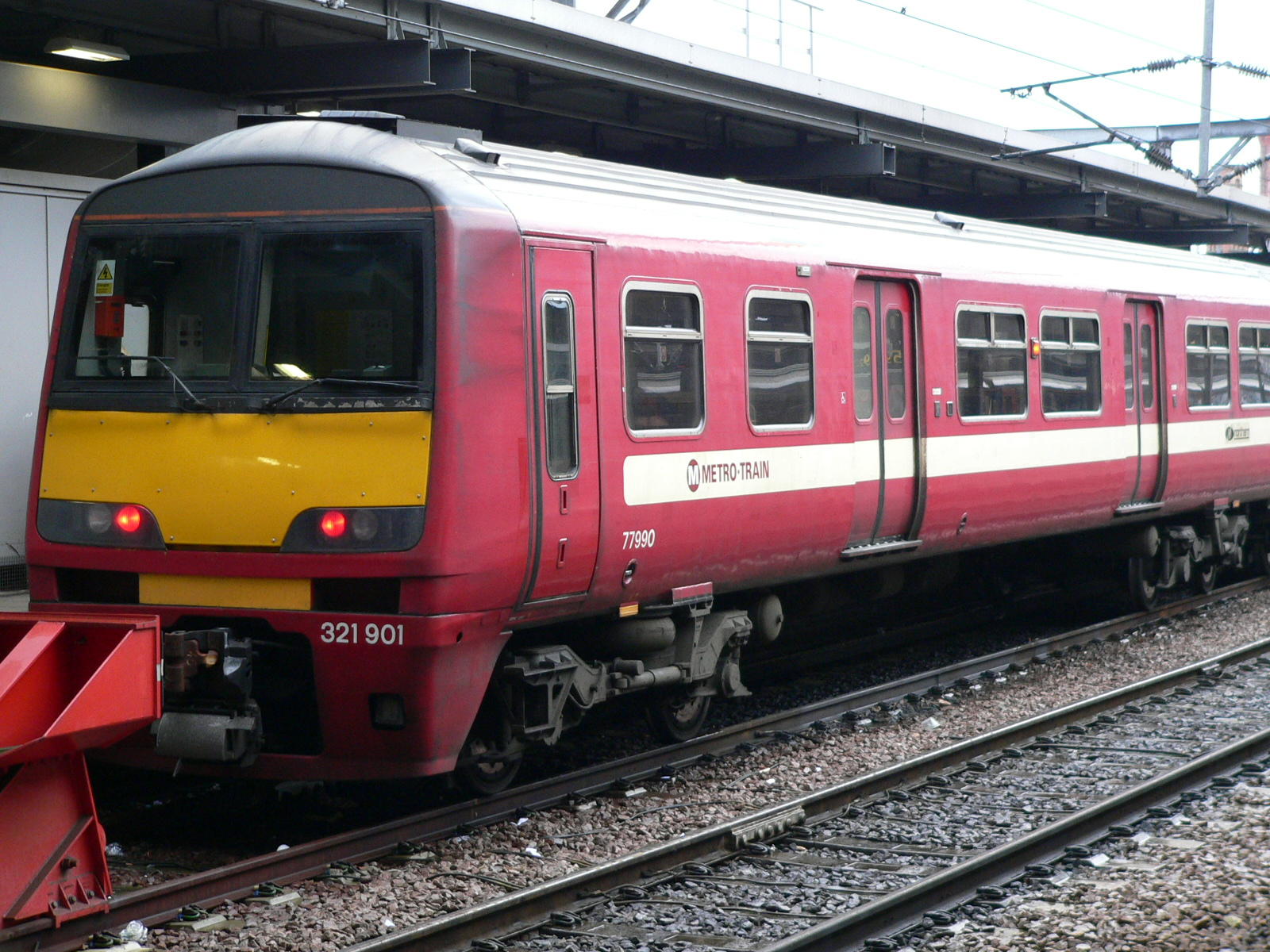
Jeden ze składów eksploatowanych przez Northern Rail